# Francesco Gonzaga le Vieux
Francesco Gonzaga, surnommé le cardinal de Mantoue (né à Mantoue, en Lombardie, vers 1444, et mort à Bologne le 21 octobre 1483) est un cardinal italien du XVe siècle. Il est un fils du comte Louis III de Mantoue.
D'autres cardinaux de la famille sont Sigismondo Gonzaga (1505), Ercole Gonzaga (1527), Pirro Gonzaga (1527), Giovanni Vincenzo Gonzaga (1578), Scipione Gonzaga (1587), Ferdinando Gonzaga (1607) et Vincenzo Gonzaga (1615).

## Biographie
Gonzaga étudie à Padoue et à Pise. Il est procurateur de l'église de Mantoue. Il a un fils, Francesco, qu'on appelle il Cardinalino.
Le pape Pie II le crée cardinal lors du consistoire du 18 décembre 1461. Le cardinal Gonzaga est nommé évêque de Bressanone (1464), administrateur apostolique du diocèse de Mantoue (1466) et légat apostolique à Bologne. Il est abbé commendataire notamment, de S. Giorgio, de S. Tommaso Maggiore et de S. Andrea di Mantua. Gonzaga est aussi administrateur de l'archidiocèse de Lund jusqu'à 1474. En 1476 il est nommé administrateur de Bologne. François Gonzaga est assez mondain mais aussi très généreux envers les pauvres. Le cardinal Gonzaga participe au conclave de 1464 (élection de Paul II).